# Leptoneta xui
Leptoneta xui là một loài nhện trong họ Leptonetidae.
Loài này thuộc chi Leptoneta. Leptoneta xui được miêu tả năm 2000 bởi Chen, Gao & M. S. Zhu.